# Jung Young-sik
Pour les articles homonymes, voir Jung.
Dans ce nom coréen, le nom de famille, Jung, précède le nom personnel Young-sik.
Jung Young-sik ou Jeoung Youngsik (coréen : 정영식), né le 20 janvier 1992 est un pongiste sud-coréen. En mars 2017, il est le pongiste coréen le mieux classé par le classement mondial ITTF. En juin, il est dépassé par Lee Sangsu.
En juillet 2017, il est classé 17e au classement mondial ITTF.

## Biographie
Jung Young-sik est né à Uijeongbu, au Nord de Séoul, dans le Nord de la Corée du Sud.
Il a commencé à pratiquer le tennis de table à l'âge de sept ans, sous l'impulsion d'amis qui lui disaient que le tennis de table était un sport amusant et explosif. C'est son père qui l'a le plus aidé tout le long de sa carrière.
Jung Young-sik utilise la prise de raquette classique européenne de la main droite, avec un style de jeu (en) attaquant. Il utilise une plaque Korbel avec un revêtement Tenergy 05 sur le côté droit et un Tenergy64 sur le revers.
N'ayant jamais été blessé, il s'entraine 7 heures par jour. Son coach est Kim Taek-soo, l'entraineur national de l'équipe sud-coréenne de tennis de table. Il joue avec l'équipe Daewoo Securities (KDB), à laquelle appartiennent aussi Oh Sang Eun et Yoon Jae Young en 2013.
Son modèle au tennis de table est le chinois Kong Linghui. Selon Jung Young-sik lui-même, sa plus belle victoire fut contre l'allemand Timo Boll à l'Open du Japon de 2012.
Jung Young-sik rentre dans le top 100 mondial en juillet 2012 notamment grâce à sa victoire aux quarts de finale contre Timo Boll à l'open du Japon, et dans le top 10 mondial en juillet 2016 en battant notamment en simple le taïwanais Chuang Chih-Yuan à l'open de Croatie 2016 et le japonais Jun Mizutani et Chuang Chih-Yuan lors de la Grande Finale du Pro Tour ITTF.

## Palmarès
- 2006 :
  -  Demi-finaliste de l'Open d'Australie Junior en simple.
- 2007 :
  -  Demi-finaliste de l'Open de Suède Junior en simple.
  -  Finaliste par équipes à la Coupe du monde junior à Palo Alto aux États-Unis.
- 2008 :
  -  Finaliste par équipes à la Coupe du monde junior à Madrid en Espagne.
- 2009 :
  -  Finaliste de l'Open de Corée Junior en simples.
- 2010 :
  -  Troisième place aux Championnats du monde par équipes 2010 à Moscou en Russie.
  -  Finaliste par équipes à la Coupe du monde par équipes à Dubaï aux Émirats arabes unis.
  -  Finaliste par équipes à la Coupe du monde junior aux Jeux d'Asie à Canton en Chine.
- 2012 :
  -  Troisième place aux Championnats du monde par équipes 2012 à Dortmund en Allemagne.
- 2013 :
  - Cinquième place à la Coupe du Monde par équipes à Canton en Chine.
  -  Vainqueur en doubles de l'Open de Pologne.
- 2015 :
  -  Finaliste de l'Open des Philippines en simple.
  -  Vainqueur en simple de l'Open d'Australie et vainqueur en simple et en doubles de l'Open de Corée.
  -  Finaliste de l'Open de République Tchèque en doubles.
  -  Finaliste en doubles des Championnats d'Asie à Pattaya en Thaïlande.
- 2016 :
  -  Finaliste en simple de l'Open de Croatie et finaliste en doubles de l'Open de Croatie, l'Open de Slovénie et l'Open de Corée.
  -  Vainqueur en doubles de la prestigieuse Grande Finale du Pro Tour ITTF à Doha au Qatar.